# Garrison (Texas)
Pour les articles homonymes, voir Garrison.
Garrison est une ville située au sud-est du comté de Nacogdoches, au Texas, aux États-Unis,. La ville avoir été baptisée en référence au capitaine Zadock Bonner "Zed" Garrison, un pionnier.

## Démographie
Lors du recensement de 2010, la ville comptait une population de 895 habitants. Elle est estimée, en 2016, à 893 habitants.

### Source de la traduction
- (en) Cet article est partiellement ou en totalité issu de l’article de Wikipédia en anglais intitulé « Garrison, Texas » (voir la liste des auteurs).